# Monheurt
Monheurt es una comuna francesa situada en el departamento de Lot y Garona, en la región de Nueva Aquitania.
Fue una de las fortalezas protestantes establecidas en el Edicto de Nantes de 1598, hasta que las tropas del rey Luis XIII de Francia, que pretendía restablecer el culto católico, la tomaron, incendiaron y saquearon el 11 de diciembre de 1621.

## Demografía
| 421 | 439 | 401 | 403 | 259 | 251 | 191 |
| Para los censos de 1962 a 1999 la población legal corresponde a la población sin duplicidades (Fuente: INSEE [Consultar]) |     |     |     |     |     |     |